# ویسنته فئولا
ویسنته فئولا (پرتغالی: Vicente Feola; ۲۰ نوامبر ۱۹۰۹ – ۶ نوامبر ۱۹۷۵) مربی فوتبال اهل برزیل بود.
او مربی ابداع کننده سیستم ۴۲۴ در فوتبال بود.
از تیم‌هایی که در آن مربی‌گری کرده‌است می‌توان به باشگاه فوتبال سائو پائولو، باشگاه فوتبال بوکا جونیورز و تیم ملی فوتبال برزیل اشاره کرد.
فئولا به همراه تیم ملی فوتبال برزیل در جام جهانی فوتبال ۱۹۵۸ به قهرمانی رسیده است.